# فولوسوفو
فولوسوفو (بالروسية: Волосово) هي إحدى مدن روسيا في الكيان الفدرالي الروسي لينينغراد أوبلاست.